# Prepona falcata
Prepona falcata är en fjärilsart som beskrevs av Johannes Karl Max Röber 1914. Prepona falcata ingår i släktet Prepona och familjen praktfjärilar. Inga underarter finns listade i Catalogue of Life.

## Bildgalleri

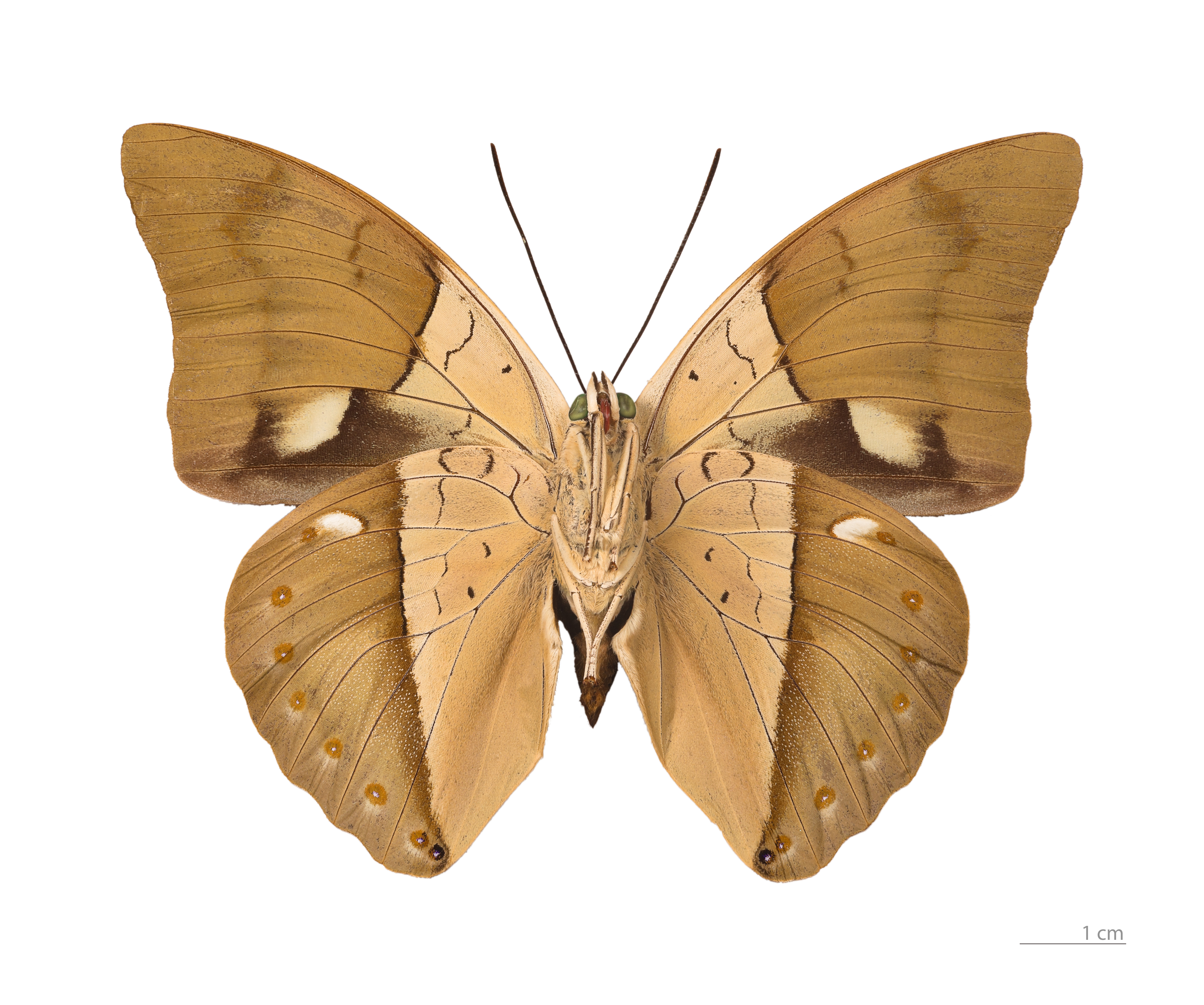
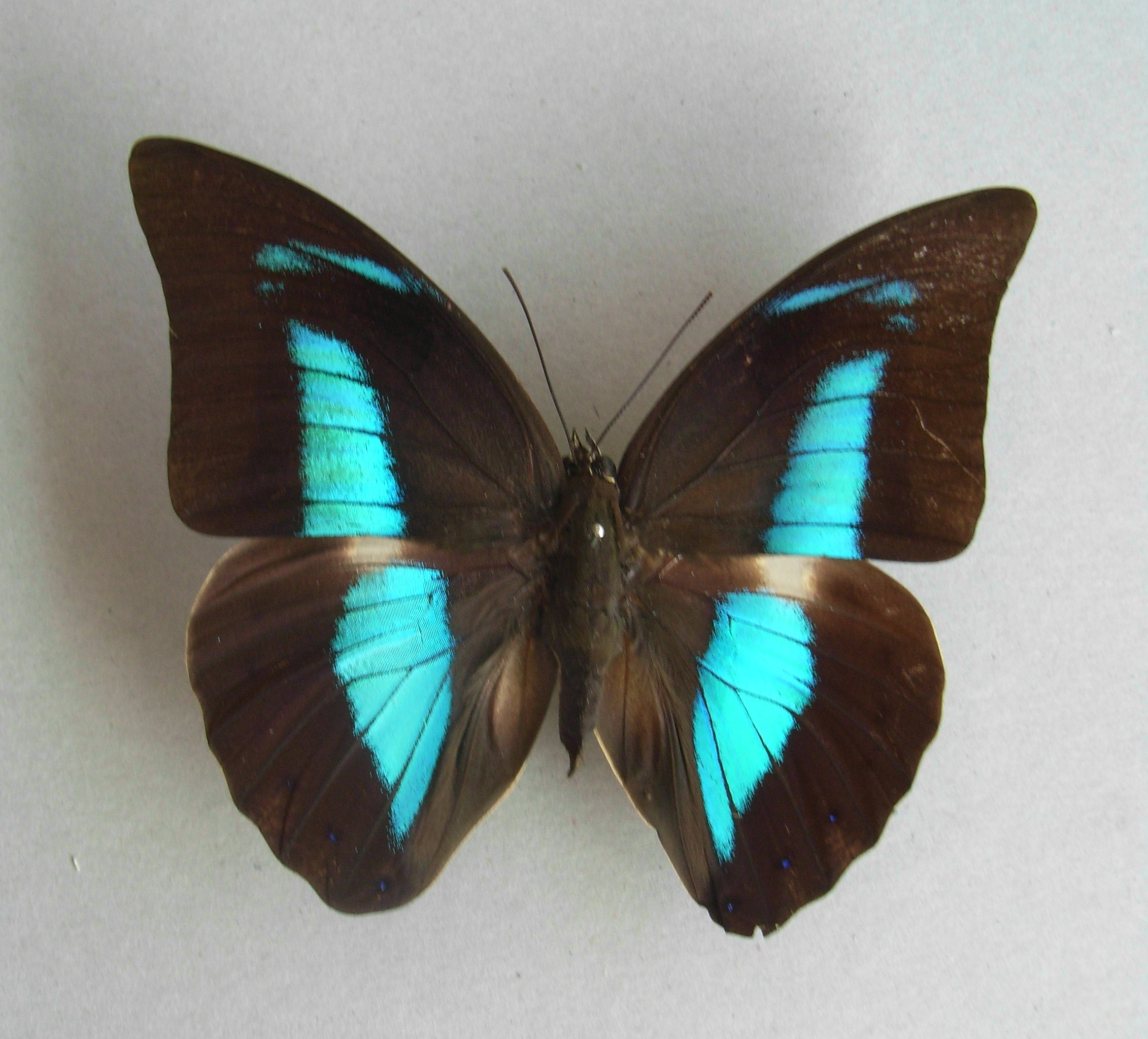
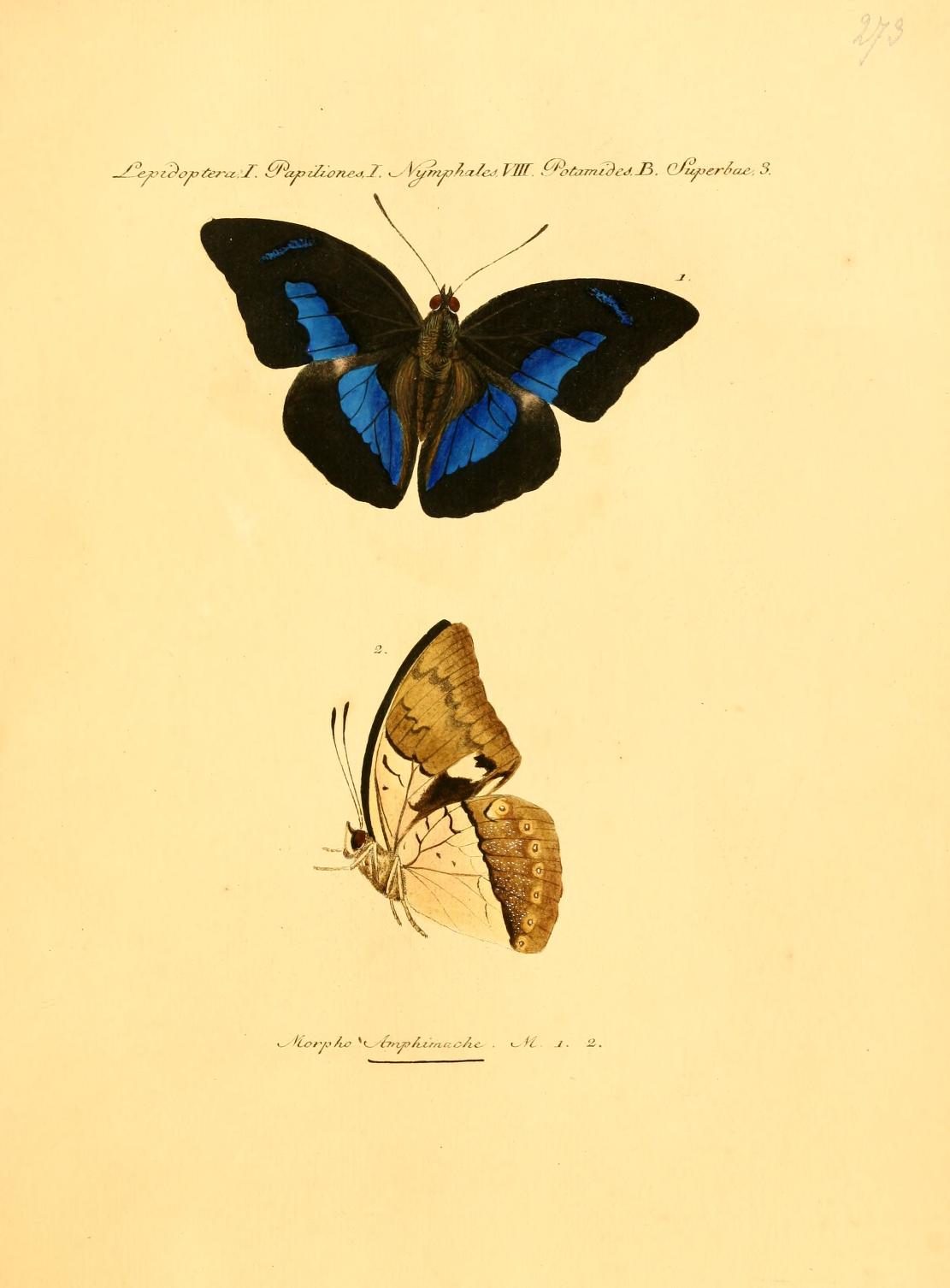
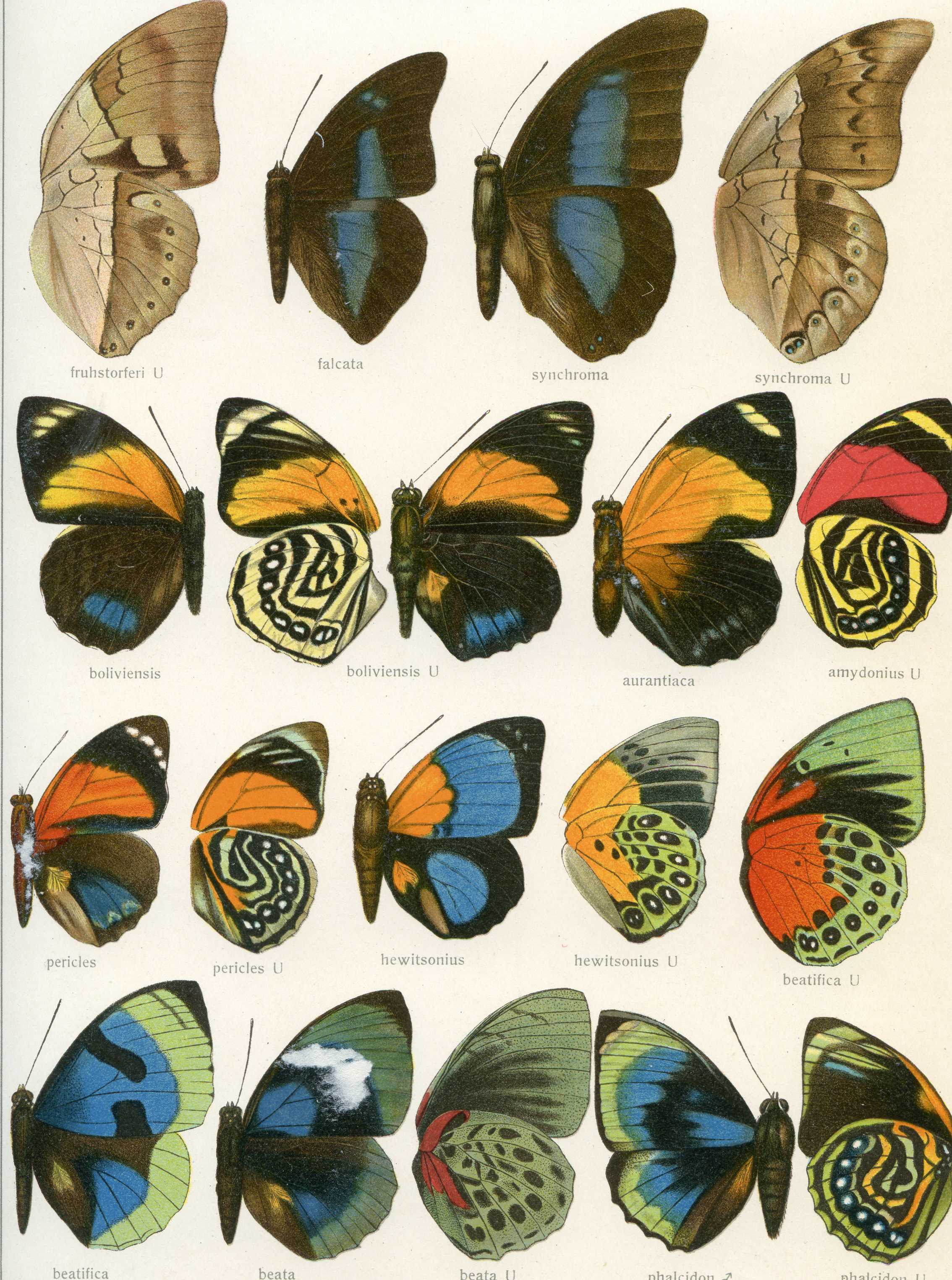